# Edictul de la Tesalonic
Edictul de la Tesalonic, cunoscut sub numele  „Cunctos populos” sau edictul celor trei împărați, a fost dat la 28 februarie 380 de împărații romani Teodosiu I, Grațian și Valentinian al II-lea. Este un pas important în a promulga creștinismul ca religie oficială.
Acest edict a anulat practic Edictul de la Milano din anul 313 prin care se garanta toleranța religioasă în Imperiul Roman.